# 19787 Betsyglass
19787 Betsyglass este un asteroid din centura principală de asteroizi.

## Descriere
19787 Betsyglass este un asteroid din centura principală de asteroizi. A fost descoperit pe 24 august 2000 la Socorro, New Mexico, în cadrul proiectului LINEAR. Asteroidul prezintă o orbită caracterizată de o semiaxă mare de 2,73 ua, o excentricitate de 0,07 și o înclinație de 6,0° în raport cu ecliptica.